# キャラック船

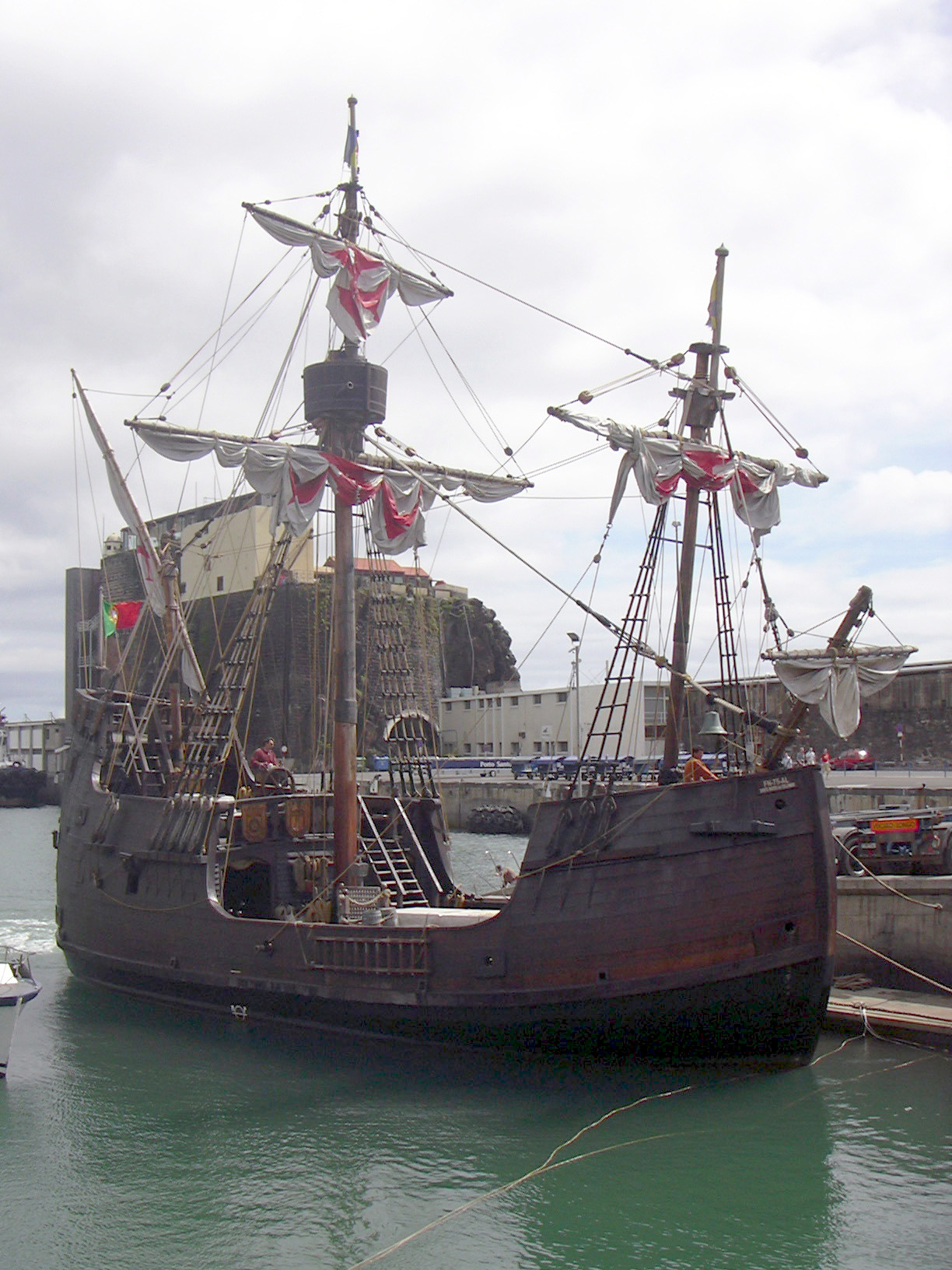
サンタ・マリア号の復元

キャラック船、カラック船（英語: Carrack）は、15世紀に地中海で開発された帆船。大航海時代を代表する船種のひとつ。
この型の船を、スペインではナオ（Nao）あるいはカラーカ（Carraca）、ポルトガルではナウ（Nau）と呼んだ。ナオ・ナウは両言語における「船」を意味する語に由来しており、スペインでは派生形を含めて「ナオ」と呼称される。

## 構造

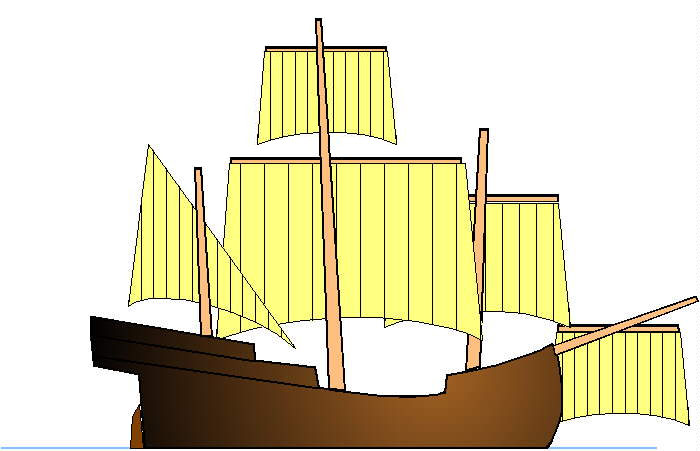
キャラックの帆装図

キャラック船は遠洋航海を前提に開発されたヨーロッパでは初の船種であり、大西洋の高波でも船体の安定を保つだけの巨体と、大量輸送に適した広い船倉を持つ。
全長は30mから60m、全長と全幅の比は3:1とずんぐりしている。排水量は200トンから1,500トンとサイズには個体差が大きい。通常は3本ないし4本のマストを備え、丸みを帯びた船体と特徴的な複層式の船首楼、船尾楼を有する。この船首楼および船尾楼は、それまでコグ船の船首部分と船尾部分に備えられることがあった櫓（やぐら）を船体と一体化させ、強度や積載力を高めたものである。
北ヨーロッパ系のコグと南ヨーロッパ系のキャラベル船の長所を受け継いだ全装帆船の元祖と見なされる船種であり、15世紀半ばには建造されていたと考えられる。3本のマストのうちフォア・メインマストに横帆、ミズンマストに縦帆と異なった種類の帆を巧妙に組み合わせた艤装を持ち、自在に張り替えたり数を増減させたりすることが容易であるため、高い帆走能力を持つ。後に船体が大型化すると、最後尾にジガーマストが追加されて4本マストのものも登場するようになる。16世紀には発展系としてガレオン船が開発された。

### 利点と欠点
キャラック船は、乗員、物資、貨物を運ぶための豊富なスペースを有していたことから、貿易船として都合が良く、貨物と物資の積載能力が高かったため、航行期間を長期化でき、より少ない寄港による効率的な航海ルートを選択することもできた。
航行性能も優れており、4つの帆を組み合わせて使えたため、風に対して適切な角度を選択する柔軟性が高く、船尾と船首に付けた帆は回頭性の向上に寄与し、三角帆は逆風状態での航行を可能にした。また、嵐の間に推進することすらできたと言われている(さすがにその時はメインセイルはたたまれたが)。
戦闘用としても、多くの船員と大砲を載せることが可能であったため、しばしば植民都市への威圧目的で用いられている。これは商船や探検船としても重要な点で、西インド諸島などではしばしば小型船舶からの襲撃が問題となったため、それらに対して高い防御力を誇ったキャラックが商人や冒険家に与えた安心感は大きかった。
戦闘艦や輸送船として有用であった一方で、多くのキャラックはキャラベルと比べると鈍重で小回りも利かず、前述した船楼に重い大砲を積むことで重心も高くなってしまい、復原性の低い不安定な船でもあった。クリストファー・コロンブスの大西洋横断で知られるサンタ・マリア号は100トンほどのキャラックであったが、随伴した2隻のキャラベルよりも帆走性能は劣っていたと記録が残されている。

## 有名な船

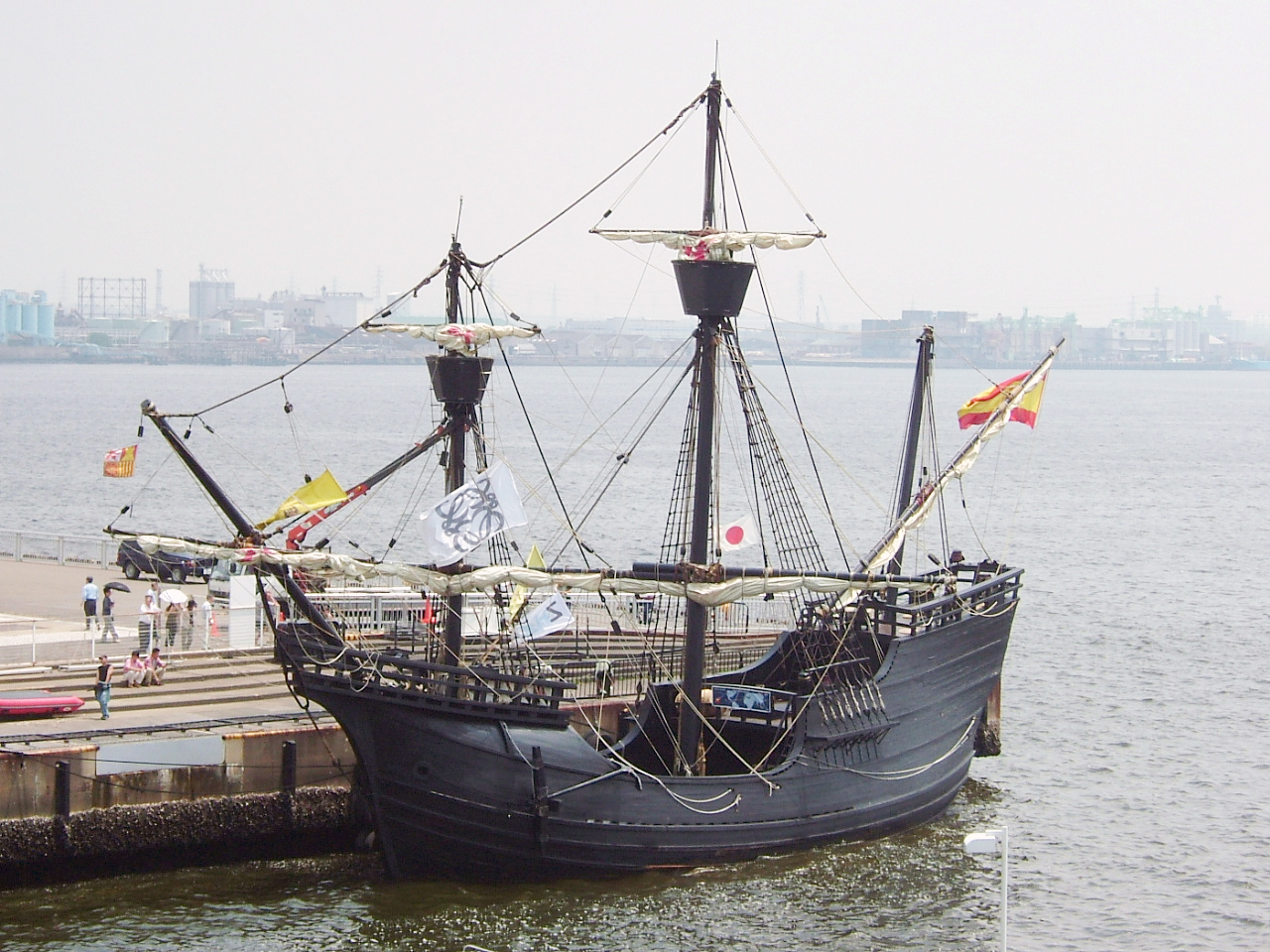
ビクトリア号の復元

サンタ・マリア号
1492年、クリストファー・コロンブスが新大陸に到達した際に乗船していた船。最も有名なキャラック船。
ビクトリア号
1519年から1522年にかけ、初の世界一周を果たしたスペインのキャラック船（ナオ）。1519年9月20日、フェルディナンド・マゼランを長とした265名の乗員を乗せた5隻のナオの内の1隻としてセビリアの港を発ち、西回りでの世界一周を目指した。他の4隻の脱落や、マゼランの死などがあったため、途中からその時点で同船の船長だったフアン・セバスティアン・エルカーノが指揮を執り、1522年9月6日にスペインの港に帰還し、世界一周を果たした。
メアリー・ローズ、アンリ・グラサデュー、グラント・ハリー
イギリス製のキャラック。ヘンリー8世時代の軍艦。
サンタ・カタリナ・ド・モンテ・シナイ
16世紀初めに建造された、ポルトガル海軍の大型キャラック。
サンタ・カタリナ号
1603年にオランダ東インド会社によってシンガポールで差し押さえられたポルトガル船。

## アジア貿易におけるキャラック

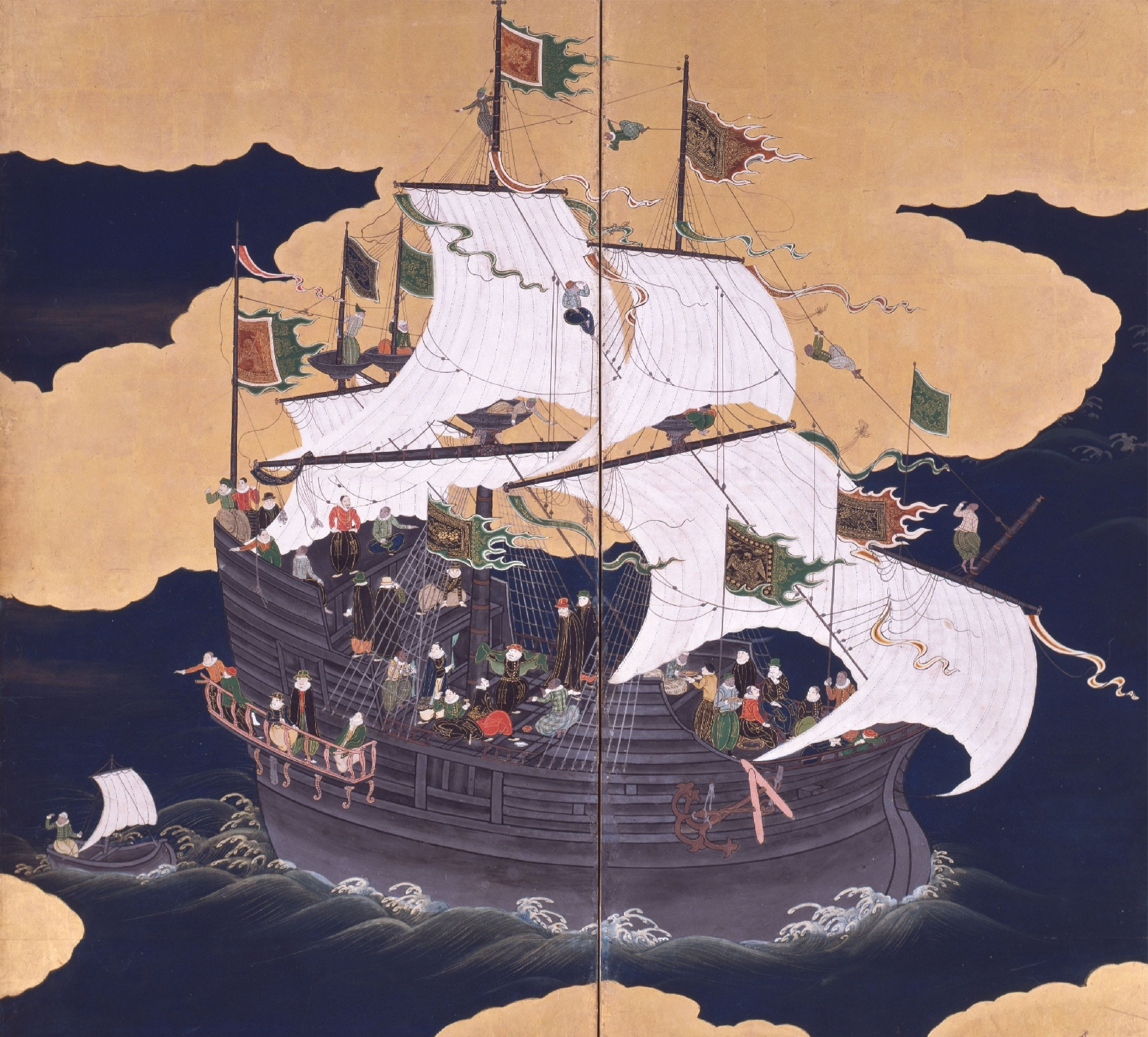
当時の日本人によって描かれた「南蛮船」としてのキャラック

1515年頃から、ポルトガルはインドのゴアで貿易を始め、インドの綿と香辛料を購入するために、銀を積んだ3隻か4隻のキャラック船の船団をインドに送るようになる。その内の1隻は絹を求めてしばしば中国まで行った。
1557年にマカオを獲得してからは、中国人を正式に取引相手として認識するようになり、1547年に種子島に到達していたことから、ポルトガル王室は中国との取り引きを本格化した頃から日本との取り引きも定期的なものとし、権利を落札した商人を長として、年に1回、日本までキャラック船を1隻派遣するようになる。これは日本においては南蛮貿易として知られるものである。ポルトガルと日本との貿易は1638年まで続くが、キリスト教の宣教師を密航させていたことも問題視され、翌1639年からは鎖国政策を取っていた江戸幕府により来航が禁止される。
16世紀の途中からは、アジア貿易で使われる船は次第にガレオン船へと置き換えられていった。